# デリーの戦い (1803年)
デリーの戦い（デリーのたたかい、英語：Battle of Delhi）は、1803年9月11日にインドのデリーにおいて、イギリス東インド会社とシンディア家との間で行われた第二次マラーター戦争の戦いの一つ。デリーの一区画パトパルガンジで行われたことから、パトパルガンジの戦い（Battle of Patparganj）とも呼ばれる。
この戦いはインドにおいてイギリス国軍の将軍が自ら指揮したなかでは、最も周到に準備された勝利であり、イギリス側の完全な勝利であった、とブライアン・ガードナーは評価する。また、ムガル帝国の皇帝がシンディア家の保護を離れ、完全にイギリスの年金生活者化した戦いであった。

## 戦闘に至る経緯
1803年9月4日、イギリス側の司令官ジェラルド・レイクはアリーガルを占領したのち、シンディア家の軍が駐屯するムガル帝国の首都デリーを目標に定めた。
デリーはダウラト・ラーオ・シンディアの父マハーダージー・シンディアが1784年に帝国の実権を握ったのち、ムガル帝国の皇帝シャー・アーラム2世はシンディア家の軍に警護させていた。そのため、デリーはシンディア家にとっては首都グワーリヤルと同様に重要な都市であった。
同月7日、ジェラルド・レイクはアリーガルを出陣し、デリーに向かって進軍した。

## 戦闘とその後
11日、ジェラルド・レイクはデリーを攻撃し、シンディア家の軍もこれに応戦した。戦いはデリーの一区画パトパルガンジ、フマーユーン廟からヤムナー川にかけて行われた。シンディア家のフランス人軍事顧問はすでに逃げてしまっていたが、兵士らは塹壕を掘って強力な陣地を作っていた。
これを見たジェラルド・レイクは騎兵に攻撃を仕掛けさせ、すぐに撤退させたが、マラーター兵は塹壕から飛び出して向かってきた。騎兵はこの時二手に分かれ、マラーターの歩兵の大軍を囲んで攻撃した。最後にレイク自身が一個連隊を率いて、銃剣による突撃を行い、マラーターは多数の死者を出した。
3日後の14日にデリー市が降伏するまでに、シンディア家の軍は駆逐されてデリーから撤退していた。
ジェラルド・レイクは皇帝シャー・アーラム2世に使節を送って勝利の喜びを祝い、16日に皇子アクバルの案内によりデリー城の王宮に入り、皇帝に面会した。その時の様子をレイクの報告に付け加えてリチャード・ウェルズリーはこう語っている。
| 「 | 「ついに司令官（ジェラルド・レイク）は王座の前へと導かれた。そこには不幸な運命を味わった神々しい皇帝（シャー・アーラム2世）が、老いの身に積み重なった悲運で疲れ果て、権威もなければ富もない状態で、しかも視力を失って、ぼろぼろになった小さな天蓋の下で（略）、静かに座っていた。（略）アウラングゼーブの曾孫（アーラムギール2世）の息子、アクバル大王の直系の子孫である皇帝はご機嫌であった」 | 」 |

これにより、ムガル帝国の皇帝シャー・アーラム2世は再びイギリスの保護下におかれ、年金生活者となった。ウェルズリーもまた、皇帝を保護できたことをたいそう喜んだという。
9月24日、ジェラルド・レイクは駐在官を残してデリーを出発し、10月4日にアーグラをも占領した（アーグラの戦い）。